# اسیدهای صفراوی

اسیدهای صفراوی، اسیدهای استروئیدی هستند که عمدتاً در صفرای پستانداران و دیگر مهره‌داران یافت می‌شوند. اسیدهای صفراوی متنوعی در کبد ساخته می‌شوند. اسیدهای صفراوی با بقایای تائورین یا گلیسین امتزاج می‌یابند تا آنیون‌هایی به نام نمک‌های صفراوی تولید کنند.
دو نمک صفراوی کولات و کنو داکسی کولات در کبد انسان ساخته می‌شوند. این نمک‌ها کارکردهایی مانند تحریک جریان صفراوی و انتقال و هضم چربی‌ها دارند. نمک‌های صفراوی به حرکات کرمی روده باریک نیز کمک می‌کنند.